# Abrothrix olivaceus markhami
Abrothrix olivaceus markhami је подврста врсте Abrothrix olivaceus, врсте глодара из породице хрчкова (лат. Cricetidae). 

## Распрострањење
Ареал подврсте је ограничен на једну државу. Чиле је једино познато природно станиште подврсте.

## Угроженост
Ова подврста је наведена као последња брига, јер има широко распрострањење и честа је подврста.